# Michael Simon
Michael Simon je njemački DJ i trenutni član grupe Scooter

## Vanjske poveznice
- Službena stranica
- Stranica kluba obožavatelja
- Scooter's official site